# Praesus
Praesus eller Praisos (oldgræsk: Πραῖσος), også Prasus eller Prasos (Πρᾶσος), var en græsk by på det gamle Kreta. Strabon rapporterer, at den tilhørte Eteocretes, og indeholdt templet for Zeus, for bjerget Dicte ligger på Praesus område.
Stedet blev befolket i neolitisk tid, og der er også fundet ruiner af minoiske og mykenske bosættelser. Indbyggerne i Praesus mente, at Koureterne var børn af Athena og Helios . Byen blev raseret af indbyggerne i Hierapytna i 140 fvt., I en krig, der satte Gortyn og Hierapytna mod Cnossus og dens allierede.  Praesus blev nævnt af Theophrastus i On Love : Leucocomas, den elskede af Euxinthetus, giver sin elsker opgaven at bringe sin hund tilbage fra Praesus til Gortyn. Praesus område strakte sig over øen til begge hav. Det siges at have været det eneste sted på Kreta, med undtagelse af Polichna, der ikke deltog i ekspeditionen mod Camicus på Sicilien for at hævne Minos død.
Beliggenheden af Praesus var nord for den moderne landsby Nea Praisos (tidligere Vaveli), som ligger øst for øen på halvøen Sitia . Resterne af byen er fordelt på tre bakker og omfatter en delvist bevaret mur.